# Una introducción a Karl Marx
Una Introducción a Karl Marx (en su edición original an introduction to Karl Marx) es un libro escrito por Jon Elster y publicado por Cambridge University Press en 1986. Su principal propósito es exponer las ideas de Carlos Marx sometiéndolas a discusión y, de la misma forma, servir de complemento a la obra “fabricando un sentido de Marx” (Making sense of Marx) publicada por Elster en 1985. La novedad de esta obra radica en el uso de la teoría de la elección racional, la psicología cognitiva y la lógica de la acción colectiva en el estudio del pensamiento social, económico y político de Marx. Se inscribe en la corriente del “Marxismo analítico”, de la cual, Jon Elster, G. Cohen y J. Roemer son sus máximos exponentes. 
La estructura del libro inicia de tres intereses puramente intrínsecos del autor: identificar lo que Marx pensaba en el momento en el cual realizó gran parte de su cuerpo teórico; plantear si Marx tuvo la razón en lo que pensó sobre la teoría y los hechos históricos que afrontó, y preguntar si Marx nos sigue siendo útil actualmente. En el libro, Jon Elster brinda una breve reseña bibliográfica de Carlos Marx en el capítulo uno y un análisis detallado del concepto de alienación en el capítulo tres, complementando su anteriores trabajos sobre Marx y el marxismo Making Sense of Marx (1985) y social philosophy and policy (1986). Se considera por tanto, una de las obras más sofisticadas y sistemáticas sobre el marxismo en la actualidad.

## Estructura orgánica y teórica del libro
El libro se compone de diez capítulos que abordan de forma cabal cada uno de los conceptos centrales de la producción teórica de Carlos Marx. Cada capítulo a su vez, se divide en subtemas relevantes para el desarrollo de los conceptos centrales y finaliza con una pequeña bibliografía en la cual el autor sustentó sus reflexiones. No es de sobra anotar que Elster en algunos de sus apartados, aplica enfoques de la elección racional y la teoría de juegos para explicar porque Marx tenía o no tenía la razón.  
Aplicación del «dilema del prisionero» en un caso de huelga
| Obrero 1/2                 | Va a la huelga                                                       | Se abstiene de la (Huelga)                                       |
| -------------------------- | -------------------------------------------------------------------- | ---------------------------------------------------------------- |
| Va a la huelga             | Aumenta el salario para los dos y asumen los costes de la huelga B/B | Aumenta el salario pero 2 evita los costes de la huelga C/A      |
| Se abstiene de la (Huelga) | Aumenta el salario pero 1 se evita los costes de la huelga A/C       | No asumen los costes de la huelga pero no aumenta el salario C/C |

En este típico juego del dilema del prisionero, Elster justifica porque no necesariamente todos los obreros de una fábrica estarán incitados a iniciar una huelga o revolución. De la misma forma, se desprende de este juego, porque el marxismo yerra al descuidar las elecciones de los agentes en la creencia de que son individuos condicionados y determinados por la dinámica del capitalismo y la teleología de la historia. En este caso, Elster agrega el fenómeno del francotirador (Free rider); es decir, aquel individuo que esperara obtener beneficios sin ningún tipo de costo y evitar por ello cooperar con la huelga.

### Panorama General
En este apartado, Elster realiza un listado completo de las principales obras que escribió Carlos Marx en vida y los contextos de las cuales forman parte. La exposición, se divide en tres momentos: la distinción entre la producción bibliográfica de Marx y la de Friedrich Engels; la producción teórica del marxismo después de la muerte de Carlos Marx y las ediciones realizadas sobre los escritos de Marx. La idea general que guía esta exposición, es resaltar las principales ideas de Marx y contrastarlas con el conocimiento de las ciencias sociales disponible hasta la década de los ochenta (teoría de la elección racional, psicoanálisis, psicología cognitiva y lógica de la acción colectiva entre otros).  Elster sostiene que la producción teórica de Marx se estructura en una concepción particular de la buena vida, una noción de justicia redistributiva, una teoría de la historia y un análisis del capitalismo.

### Metodología Marxista
Para Elster, la metodología marxista hace tiempo que perdió su crédito . Así entendido, el autor presenta un rechazo enfático de la metodología marxista a partir tres elementos principales que la componen: 
- Holismo metodológico: la cual concibe la vida social como una totalidad o colectividad irreductible de ser pensada desde miembros individuales. Para Elster, en Marx hay dos instancias centrales para entender el holismo metodológico que intentaban responder sus dos principales objetivos teóricos: en primer lugar, el «capital» aparece como una entidad autónoma al accionar de los individuos; en segundo lugar, el materialismo histórico concibe a la «humanidad» como un sujeto colectivo cuya ascensión al comunismo es el objetivo final de la historia .[5]
- Explicación funcional: el intento de explicar, identificar y estudiar los fenómenos sociales desde sus consecuencias beneficiosas para alguien o algo .[4] en muchos casos sin ser demostrada la relación de causación. Para Elster, es enigmático como un hecho puede ser explicado, identificado y estudiado por un hecho posterior; de este modo, para que un objeto sea adecuado a una explicación funcional, tiene que haber una regularidad en la ocurrencia del suceso.[6] En el caso de Marx y su filosofía de la historia, muchos sucesos singulares no son recurrentes en términos de una explicación funcional y, por si fuera poco, no hay una explicación consistente de la retro-alimentación entre uno y otro suceso .[7] Se reducen únicamente a postulados o supuestos.
- Deducción dialéctica: forma de pensar que procede de la lógica hegeliana. Comparte los mismos errores del holismo metodológico y de la explicación funcional debido a que la dialéctica no brinda un método que consolide buenos resultados, dentro de límites bien definidos y, de ese modo, no produce leyes sustantivas del desarrollo histórico con predicciones para casos concretos de forma precisa.[8]

A partir de esta disección, el autor realizar una contrastación con el individualismo metodológico, la teoría de juegos (que el autor define como teoría de las decisiones interdependientes) y el enfoque de elección racional. Entre las principales falencias que Elster encuentra en la metodología marxista, identifica: la ausencia de claridad en como el desarrollo de la «humanidad» a partir del materialismo histórico es mediada por el accionar de los individuos y, de la misma forma, lo erróneo de negar la elección de los agentes en el capitalismo en cuanto la noción de fuerza (necesidad) no es totalmente incompatible con la de elección.

### Alienación
Elster divide su exposición sobre la alienación en Marx bajo tres elementos: la alienación entendida como falta de autorrealización, como falta de autonomía, como dominio del capital sobre el trabajo y, finalmente, se concentra en el concepto de fetichismo. Para Elster, la alienación conjuntamente con la ineficiencia y la explotación constituye uno de los tres grandes desatinos que encuentra Marx del capitalismo. Estos tres conceptos, desempeñan dos funciones en su teoría: en primer lugar, constituyen y fundamentan su valoración normativa de lo que está mal en el modelo de producción capitalista y lo que es deseable en el comunismo; y en segundo lugar, integran su explicación de cómo colapsa el capitalismo y cuál es la posterior transición al comunismo. Cada uno de estos tres conceptos, sin embargo, sufrirá marcados acentos en cada uno de los postulados marxistas. 
Para Elster, la alienación puede definirse de forma general como la falta de percepción de sentido. y bajo la teoría normativa de Marx, el concepto tenía la función explicativa más importante: un antes con el capitalismo y un después con el comunismo se mediaban por la continuación y abolición de la alienación. Para Elster, es un fallo de Marx creer que todo consumo a partir de la alienación es compulsivo y, en ese sentido, tiende a tomar un carácter esclavista al inducir a los consumidores por el desenfreno de los productores; el consumo, tiende igualmente a satisfacer necesidades y lo compulsivo del mismo es inherente a cualquier sociedad humana, incluso, la sociedad comunista.  
A grandes rasgos, Elster considera que Marx fue pre-concluyente en identificar todos los males presentes en el capitalismo como consecuencia del mismo. Para el autor noruego, una constante utópica en el pensamiento de Carlos Marx, era su confianza en que podría superar cada uno de los males presentes en la sociedad capitalista .
- Alienación como falta de autorrealización: en palabras de Elster, Marx concebía la autorrealización como la actualización y exteriorización de los individuos de forma libre y plena. En su exposición del concepto, este puede dividirse en: autoactualización y autoexteriorización. La autoactualización implica una transformación de lo potencial en lo actual y la autoexteriorización, la exteriorización de la capacidad de un individuo hacia otras personas. Elster brinda un ejemplo ilustrativo con una persona que aprende un idioma; se lleva a cabo la autoactualización en tanto la persona aprende las normas y leyes para dominar el idioma y la autoexteriorización para compartir lo aprendido con otras personas.

- Alienación como falta de autonomía: Marx concibió que el capitalismo entiende muy bien la función de la libertad en la elección de los individuos; no obstante, esta elección se encuentra distorsionada y subvertida a favor del capital. En ese sentido, Elster encuentra que el individuo alienado en Marx: forma sus deseos sin comprender por qué los desea y, en la misma medida, se presentan como ajenos y condicionados por lo cual no se identifica con ellos.  Así, pues, los individuos están sujetos en el capitalismo a fuerzas extrañas e ininteligibles que los condicionan y frustran y solo a partir del comunismo, se dejaran a un lado todos los procesos que operan de forma oculta sobre los individuos .[12] Elster concluye que la psicología de Marx es demasiado simple ya que la distinción entre compulsión y autonomía no puede pretender entender y definir la complejidad de la motivación humana.

### La economía marxista
En este apartado, Elster se centra en la teoría del valor-trabajo, la reproducción, acumulación y cambio técnico y la teoría de la crisis de Marx. Se inicia el capítulo enfatizando en tres creencias erróneas de Carlos Marx: la primera, la creencia de Marx en que la producción se daba a partir de coeficientes fijos es decir, que para ser productivos, los factores se empleaban a partir de proporciones fijas (la cantidad de obreros no incidía en un rendimiento agregado de la producción). En segundo lugar, la presuposición en que la oferta de obreros esta forzada por su necesidad a vender la fuerza de trabajo y no por su elección racional y, por último, en tercer lugar, la creencia en que el precio de las mercancías esta impuesto por el costo de su producción y no por la demanda.   
De estas tres suposiciones, Jon Elster considera que cada factor productivo tiene una productividad marginal decreciente aunque positiva, con lo cual, un obrero extra posibilita un uso más eficiente de las materias primas y la maquinaria a disposición. En cuanto a la oferta de obreros se refiere,  está inducida por la tasa salarial, la cual, induce a los obreros a elegir trabajar dependiendo del salario y no necesariamente a la necesidad de su supervivencia; finalmente, las empresas para vender todas sus mercancías, buscan rebajar tanto como sea posible su costo, por lo cual, el precio depende de cuánto está dispuesto a pagar el cliente con el menor de los intereses sobre el producto. Para Elster, la economía marxista es ambigua porque maximiza la importancia de las constricciones estructurales y minimiza el alcance la elección racional. A grandes rasgos, los capitalistas y los trabajadores son agentes que eligen cuales son las mejores opciones y cuales satisfacen en mejor medida sus intereses.  
- Teoría del valor-trabajo: como gran parte de los economistas neoclásicos, Marx concibió una teoría del valor-trabajo, en la cual, el trabajo y su aplicación en una mercancía determinaba su precio. Para Elster esta teoría adolece de una enorme simplificación que descuida la obtención de las materias primas, las particularidades y características de los trabajos mediante los cuales son producidas las mercancías y las capacidades adquiridas de los individuos así como sus talentos congénitos .[14] Se hace entonces muy difícil saber cómo se intercambian los bienes entre los individuos bajo la referida teoría.

- Reproducción, acumulación y cambio técnico: en palabras de Elster, las economías capitalistas reales no corresponden con el modelo de equilibrio para la reproducción y acumulación del capital propuesto por Marx. Así entendido, el capitalismo no solo se reproduce y acumula obteniendo ganancias de la explotación a los obreros sino también, a partir de las ganancias que se reinvierten en nueva producción. Para Elster la acumulación es intensiva o extensiva y esta, puede tomar forma cuantitativa sin cambios técnicos o, cualitativos con nuevas tecnologías que impliquen transformaciones sustanciales en la producción. La dinámica de la producción capitalista, está condicionada entonces por la competencia entre empresas en el mercado más que por la relación capital-trabajo dentro de las empresas mismas como lo pensaba Marx .[15]

- Teoría de la crisis: a partir de la ecuación fundamental de la economía marxista teorizada por Marx, la tasa decreciente de ganancia era la principal causa del colapso económico del capitalismo.,[16] de este modo, solo si la tasa de explotación se mantenía de forma constante, podía decirse que la tasa de ganancia debía descender induciendo a la crisis. Para Elster, la tasa decreciente de ganancia además de ser contra intuitiva, se cae por sí misma .[17] La razón, es el hecho de que Marx no estaba preparado para realizar un análisis tan complejo sin las necesarias herramientas matemáticas para ello, ni tenía totalmente claras las distancias entre la dominación cualitativa y cuantitativa del trabajo por el capital en su análisis de la composición orgánica del capitalismo .[18]

### Explotación
En todo el sentido marxiano del término, hay presencia de explotación si una persona realiza un trabajo mayor que el necesario para producir los bienes y servicios que consume; en contraposición, una persona es explotadora si obtiene más de los bienes y servicios que necesita y, de la misma forma, si estos bienes y servicios son inferiores al trabajo realizado . En Marx, la explotación se da en términos de una relación: tienen que existir como condición necesaria un explotador y un explotador aunque haya algunas excepciones como son el modelo de producción asiático. 
En relación con lo anterior, Elster considera que la teoría marxiana de la explotación comparte los débiles elementos comunes de la teoría del valor-trabajo. No solo el concepto de explotación es demasiado abstracto sino que, también, es simplificado e indeterminado por una fórmula simplista que compara el trabajo con los bienes consumidos de los individuos. Para Elster no puede reducirse la tasa de explotación a una simple fórmula, ni dar por descontado las múltiples maneras mediante las cuales los individuos venden su fuerza de trabajo. A grandes rasgos, Marx descuidó la intensidad del trabajo como condicionante de la tasa de explotación al suponer el trabajo a destajo como el más adecuado para la sociedad capitalista y, de la misma forma, no dio una buena explicación de la tasa de salario.

### Materialismo histórico
En este capítulo, Jon Elster divide su argumentación en lo que él define como el desarrollo de las fuerzas productivas, la base y la superestructura y las etapas del desarrollo histórico. El materialismo histórico se constituye como la teoría empírica de la historia en Marx y se estructura en un conjunto de generalidades macrosociológicas orientadas en identificar los factores de estabilidad y cambio de las sociedades. Para Elster, esta teoría posee dos facetas: en primer lugar, una teoría general de la estructura y dinámica de cualquier modo de producción y, en segundo lugar, una teoría de las secuencias históricas de los modos de producción. La primera enfocada en identificar lo que tienen en común cada uno de los cuatro modos de producción (asiático, esclavista, de servidumbre y capitalista) y, la segunda, centrada en identificar lo que distingue los referidos modos de producción .
Entre los fallos que encuentra Elster del materialismo histórico marxiano, se destaca el hecho de que fue formulada en un alto nivel de abstracción y de forma desigual a lo largo de sus escritos .  No es por ello ajeno que Elster encuentre desconcertante lo minúsculos que son los escritos de Marx sobre la política en sociedades precapitalistas, con lo cual, se dificulta la reconstrucción de una teoría que dé cuenta de la relación entre economía y política; y, en el mismo sentido, las inacabadas contradicciones entre lo que dice y el postulado general de la teoría expuesta en un prefacio a la Crítica de la economía política y en varios apartes de la Ideología Alemana. 
Así las cosas, las principales tesis que explican la transición de las sociedades en la teoría general (como por ejemplo el paso del feudalismo al capitalismo), no son corroboradas de forma cabal en los escritos teóricos y políticos de Marx. Para Elster, estas argumentaciones están plagadas de ambigüedades e inconsistencias e inducen a una explicación funcional no fundamentada.

### Conciencia de clase y lucha de clases
En este capítulo, se divide la argumentación en la definición del concepto de clase, la exposición sobre la idea de conciencia de clase y la lucha de clases. Elster define a grandes rasgos tres tipos de grupos colectivos que pueden ser inestables o estables dependiendo de sus intereses y la posibilidad de alcanzarlos: se encuentran los grupos organizados que buscan promover los intereses globalmente considerados de sus integrantes; los cúmulos de individuos que poseen fuertes intereses en bienes públicos y acciones colectivas pero están separados y no han podido unir sus fuerzas; y finalmente, individuos con intereses en bienes públicos pero subjetivamente, impedidos a alcanzarlos al verlos imposibles o poco probables . Para Elster esta distinción es crucial por cuanto las creencias de los individuos, inevitablemente condiciona sus necesidades y deseos. 
Para Marx la idea de lucha de clases era central en la comprensión del cambio social; esta concepción aunque era coherente en el tiempo y lugar en el cual Marx escribió, no puede defenderse en las sociedades actuales a la luz de la diversidad de movimientos sociales de carácter étnico, religioso y lingüístico, entre otros. Elster identifica que Marx planteo de forma insuficiente en su teoría de clases porque surgen algunos intereses objetivos en los individuos mientras otros intereses no lo hacen. 
- Concepto de clase: Marx nunca plasmo en sus escritos que entendió por clase social. Aunque pueden identificarse unos quince grupos a los que Marx se refiere como clase, no concibió una teoría sociológica en el sentido moderno del término.[24]

- Conciencia de clase: las observaciones que realizó Marx sobre la conciencia de clase esbozaron elementos para la construcción de una teoría general, no obstante, por sí mismos, sus reflexiones no llegan a constituir una teoría propia .[25] A grandes rasgos, Marx definió muy bien el papel de la conciencia de clase en temas como la jornada de trabajo y leyes y su expropiación de la propiedad privada; empero, no definió con suficiente precisión lo que Elster define como el dilema paralelo de la clase obrera: explicar cómo se da en la conciencia de clase la elección de los obreros por la cooperación en detrimento del problema del francotirador (free rider).[26]

- Lucha de clases: Marx se centró casi que exclusivamente en formas de lucha abierta entre clases, en las cuales, se enfrentaron dos o más clases organizadas. Así entendido, aunque Marx creía que la lucha de clases estaba determinada por el conflicto entre capital y trabajo, la presencia de múltiples actores colectivos e intereses superpuestos modificaban la confrontación.[27]

### La teoría política de Marx
Elster divide este capítulo en tres apartados cruciales para entender la política en el teórico alemán. Aborda en primer lugar, la teoría del Estado capitalista de Marx, luego la transición al capitalismo y, finalmente, su transición al comunismo. Para Elster, la política en Marx a grandes rasgos tiene dos facetas: en un sentido, la política es una unidad central de la superestructura y, de esa forma, constituyen un elemento que se opone al cambio social. En otro sentido, la política es un medio revolucionario que cataliza el cambio social; esto, en cuanto los cambios en las relaciones de producción se promueven a partir del ejercicio de la lucha política. En suma, la política en Marx realiza una función progresiva y otra reaccionaria: progresiva, en tanto asegura que los medios de producción cumplan una función óptima incitando el desarrollo de las fuerzas productivas; y, reaccionaria, en tanto constriñe las nuevas relaciones productivas que se abren paso tras la obsolescencia de los medios de producción.
- El Estado capitalista: En palabras de Elster, Marx no tenía una sino tres teorías del Estado capitalista.[30] Antes de 1848, Marx tenía una teoría puramente instrumental del Estado, en la cual, el aparato estatal cumple solo la función de servir a los intereses de la clase dominante. Posteriormente, luego de 1848, ante la realidad política de Europa, Marx ve la necesidad de sustituir la concepción instrumental por una «teoría de la abdicación» en donde la clase capitalista no necesita ni le interesa obtener el poder político porque sus intereses se maximizan si la aristocracia detenta el poder. Y, finalmente, llega a una definición compuesta en la cual, el Estado actúa de forma independiente y como arena de disputa entre los intereses de las clases sociales (la capitalista en este caso, fuerza su accionar en beneplácito de sus intereses).

- La política de transición al capitalismo: Marx en palabras de Elster, nunca escribió de forma extensa sobre la política precapitalista ;[31] de esta forma, Elster concluye que al hacer una reconstrucción de los dispersos y breves escritos de Marx sobre este asunto, se obtiene una concepción sorprendentemente no marxista de la política: Marx no concibió la monarquía absoluta como la superestructura política del feudalismo, tampoco, aplicó su teoría de la representación indirecta de clase al Estado absolutista y, especialmente, concibió que la independencia del Estado absolutista fue transitoria e ilusoria .[31] Para Elster, Marx no definió con precisión cuál fue la función del Estado absolutista ni de las revoluciones burguesas en dicho periodo; la dimensión internacional de las políticas absolutistas, las consecuencias y desenlaces que vivió como parte de una encrucijada el gobierno absolutista y, por último, el desempeño y la incidencia de las revoluciones burguesas (revolución inglesa de 1640-88 y la revolución francesa de 1789), nunca fueron sometidos a un análisis sistemático por parte del pensador alemán .[32]

- La política en la transición al comunismo: como aspecto relevante a destacar, Elster encuentra muy difícil reconstruir lo que realmente pensó Marx en torno a este tema (sobre todo si se toma en cuenta que el periodo 1848-1850 fue de bastante agitación política para Marx). Sin embargo, si se siguen los postulados del materialismo histórico donde la revolución y la transición se dan por una expansión técnica sin precedentes, es poco probable e incluso implausible en términos de Elster que se llegue a una revolución. Así entendido, los obreros individualmente considerados, estarán tentados a ser francotiradores (free rider) o tomarán en cuenta los costos de transacción para llevar a cabo la insurrección, por lo cual, se hace poco probable arriesgar lo presente por lo futuro.

Para Elster, la teoría de la revolución comunista de Marx asume que los obreros y la clase capitalista son extremadamente irracionales . El punto de discusión, es el hecho de que Marx no brindo un soporte coherente y racional suficiente para pensar que los hechos fueran a desarrollarse como los teorizo en sus escritos.

### La crítica marxista de la ideología
En este capítulo, el autor expone la noción de ideología política, el pensamiento económico como ideología y la religión como ideología. Para Elster, una primera distanciación del concepto de ideología en Marx en relación el de Freud, es que el primero esta mediado por el interés de la clase dominante y el segundo por el interés de la persona misma (falsa conciencia) en particular. Así las cosas, uno de los grandes vacíos de la concepción marxista de la ideología es como las clases dominantes determinan e inciden en las opiniones de otras clases sociales para el logro de sus intereses particulares .
Para Elster, los individuos comportan dos tipos de actitudes que alimentan la noción de ideología: las afectivas y las cognitivas o caliente y frías. Estas se pueden dividir, a su vez, en cuatro tipologías de actitudes ideológicas, a saber: 
- Cuando la actitud afectiva del individuo está determinada por una distorsión en procesos afectivos: los individuos ajusta su accionar a lo que considera factible para evitar vivir pensando frustradamente en lo inalcanzable.
- Las motivaciones calientes (afectivas) de los individuos están determinadas por sus motivaciones frías (cognitivas).
- Fenómenos que Jon Elster define como del pensamiento desiderativo, el autoengaño y otros, se producen porque las actitudes cognitivas de los individuos están determinadas por procesos de motivación.
- La cognición de los individuos puede estar distorsionada por procesos cognitivos. Elster da el ejemplo de la excesiva confianza que poseen los individuos o los hechos que ignoran los mismos a partir de las inferencias empíricas y estadísticas.

### ¿Qué vive y que está muerto en la filosofía de Marx?
Este capítulo posee el nombre adaptado del libro de Benedetto Croce ¿Qué vive y qué está muerto en la filosofía de Hegel? Jon Elster lo divide en ¿Qué está muerto? y ¿Qué está vivo? Lo interesante de este capítulo, no solo es la enumeración de algunas de las críticas y falencias que hace el autor a lo largo del libro sobre las teorías que planteo Carlos Marx, sino también, la formulación de algunos elementos por los cuales una teoría puede considerarse como viva o muerta. En palabras de Elster, una teoría está muerta si: 
- No es aplicable en la actualidad aunque haya sido correcta cuando fue formulada. El hecho de que las sociedades sean dinámicas, incita a que se revalúen los fundamentos esenciales de las teorías.
- Si la teoría fue falsa desde que fue planteada; no obstante, fue aceptada porque no había en la época de formulación las herramientas metodológicas y analíticas para ser falseada.
- La teoría es a todas luces falsa y se corrobora con datos y técnicas disponibles su inviabilidad.

Elster concluye a partir de estos tres postulados que Marx se equivocó al universalizar su teoría a partir de las experiencias que vivió en el siglo XIX. Para el autor, si bien muchas de las aproximaciones de Marx sobre la economía, política y sociedad fueron ciertas en la comprensión del siglo XIX, no se ajustan de forma integral a los sucesos históricos de la humanidad en su conjunto. Lo anterior, se puede corroborar por su ausencia de datos fiables sobre los cercamientos británicos en el siglo XVIII, o el cambio técnico durante la Edad Media. 
Por otra parte, Elster considera que Marx empleo una “cierta” deshonestidad en el manejo de los datos empíricos y errores lógicos en el manejo de sus teorías económicas. En escritos sobre personajes cono Napoleón III o lord Palmerston, se nota de forma prejuiciosa la redacción y el uso de los datos; y, en el caso de las teorizaciones económicas que afrontó, la teoría del valor-trabajo y la tasa de decrecimiento de ganancia poseen un escaso razonamiento deductivo en palabras de Elster. Haciendo una enumeración entre lo vivo y lo muerto, el autor destaca: 
¿Qué está muerto? 
- Socialismo científico
- La teleología y el funcionalismo del marxsismo
- La teoría económica marxista
- La teoría de las fuerzas productivas y las relaciones de producción

¿Qué está vivo? 
- Método dialéctico
- La teoría de la alienación
- La teoría de la explotación
- La teoría del cambio técnico de Marx
- La teoría de la conciencia de clase, lucha de clases y la política
- Teoría de la ideología

## Críticas
Una de las críticas más recurrentes realizadas a la obra de Elster, es el hecho de que este no expone con suficiencia algunos apartados y postulados marxistas, por lo cual, se puede llegar a una errada interpretación crítica de Marx. En el caso concreto de la teoría del  valor-trabajo, algunos autores marxistas han considerado que Elster piensa que Marx solo razono únicamente las equivalencias de formas de trabajo y trabajo útil mientras que, olvida de paso mencionar el trabajo abstractamente humano que Marx desarrolla en el capital . Así las cosas, es clara la crítica de Elster respecto a la equivalencia de productos por su fuerza de valor trabajo pero no lo es tanto, las aproximaciones que Marx hizo sobre el hecho de que lo único que equipara a las mercancías, es el gasto de fuerza de trabajo humana; es decir, que Elster olvida por completo el trabajo abstractamente humano que Marx desarrollo en el capital para demostrar la naturaleza bifacetica del trabajo .